# Simplicidade
Simplicidade é um termo de uso geral nas áreas do conhecimento humano. O termo adquire significados diversos a depender do assunto tratado, inclusive entre subáreas de uma mesma disciplina acadêmica. Coloquialmente, de forma geral, simplicidade é o estado ou qualidade de ser simples, algo evidente sem que seja necessário o uso de muitas variáveis para definição. Alternativamente, como Herbert A. Simon sugere, algo é simples ou complexo a depender de como escolhemos descrevê-lo. Em alguns usos, o rótulo "simplicidade" pode inferir beleza, pureza ou clareza. Noutros casos, o termo pode sugerir uma carência de nuance ou complexidade relativa ao que é obrigatório.